# Хоутън
Вижте пояснителната страница за други значения на Хоутън.
Хоутън (на английски: Houghton) е град в Съединени американски щати, щат Мичиган. Административен център на окръг Хоутън. Населението на града през 2013 година е 7708 души.